# Йохан Георг II (Саксония)
Йохан Георг II (на немски: Kurfürst Johann Georg II, * 31 май/10 юни 1613 в Дрезден, † 22 август/1 септември 1680 във Фрайберг) е княз от Дом Ветин (албертинската линия). Той е от 1656 г. до 1680 г. курфюрст на Саксония и ерцмаршал на Свещената Римска империя.
Той е син на саксонския курфюрст Йохан Георг I (1585–1656) и втората му съпруга Магдалена Сибила от Прусия (1586–1659), дъщеря на херцог Албрехт Фридрих от Прусия (1553–1618) от династията Хоенцолерн и Мари Елеоноре фон Юлих-Клеве-Берг (1550–1608).
По времето на неговото управление страната му се възстановява бавно след тридесетгодишната война. Дрезден става европейски център на изкуството и религиозната музика. Чрез херцог Вилхелм IV от Саксония-Ваймар той е приет през 1658 г. в литературното „Плодоносно общество“ (Fruchtbringende Gesellschaft).

## Деца
Йохан Георг II се жени на 13 ноември 1638 г. в Дрезден за Магдалена Сибила фон Бранденбург-Байройт (1612–1687), дъщеря на маркграф Христиан (1581–1655) от княжество Байройт и на Мари от Прусия (1579–1649), дъщеря на херцог Албрехт Фридрих. Двамата има децата:
- Сибила Мария (* 16 септември 1642, † 17 февруари 1643)
- Ердмуте София (* 25 февруари 1644, † 22 юни 1670) ∞ 1662 Христиан Ернст (1644–1712), маркграф на Бранденбург-Байройт
- Йохан Георг III (1647–1691), курфюрст на Саксония, ∞ принцеса Анна Софи от Дания (1647–1717)